# Кретьєн де Труа

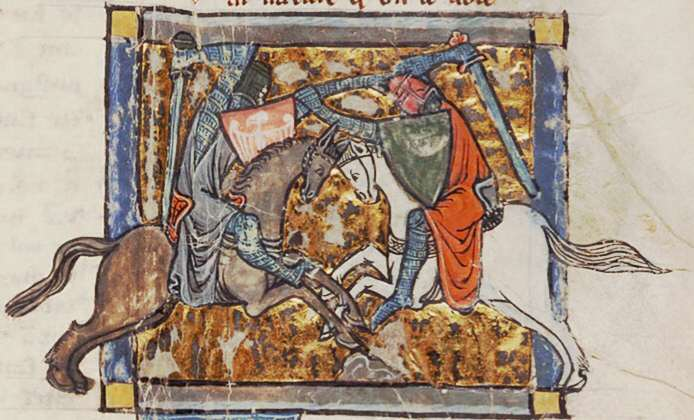
Середньовічна ілюстрація до роману «Івейн, або Лицар з левом»

Кретьєн де Труа (фр. Chrétien de Troyes; бл. 1135, Труа — бл. 1185, Фландрія) — французький поет Середньовіччя, творець лицарського роману. Кретьєн де Труа зробив найбільший внесок в опрацюванні артурівської тематики. Він написав п'ять романів у віршах на тематику лицарів Круглого столу: «Ерек і Еніда», «Кліжес», «Івейн, або лицар із левом», «Лицар воза, або Ланселот» та «Персеваль», де вперше згадується таємничий Ґрааль.

## Життя Кретьєна де Труа
Про життя Кретьєна де Труа відомо мало. Біографічна інформація побудована більше на дедукції та припущеннях, ніж на фактах. Вважається, що поет народився у м. Труа, що у Шампані, близько 1135 року. Дружина графа Генріха Шампанського, Марія, стала літературною покровителькою Кретьєна. Сюжети і стиль його романів свідчать про хорошу освіту, властиву клірикам того часу, а натяки і присвяти вказують на зв'язки Кретьєна де Труа з двором дочки Елеонори Аквітанської, графині Марії Французької (з 1164), за вказівкою якої Кретьєн де Труа написав роман про Ланселота, і з двором графа Філіпа I Ельзаського (1169—1188), на замовлення якого був написаний роман про Персефаля, що залишився незакінченим через смерть автора.

## Особливості стилю Кретьєна де Труа
Кретьєн де Труа не був творцем жанру лицарського роману. Він не був першим, хто почав писати про лицарів Круглого столу, Артурівської епохи. Не він затвердив правила поведінки для ідеального лицаря. Але саме Кретьєн де Труа показав, як складно поєднувати дві головні цінності, яким поклоняється лицар: васальне почуття зобов'язання і любов до прекрасної дами.
Важливою особливістю романів Кретьєна де Труа є їх атмосфера щасливої любові, що наповнює, підносить уявлення про подвиг. Осмислена любов і осмислений подвиг йдуть рука об руку, вони звеличують людину, утверджують її право на глибоко індивідуальний, неповторний внутрішній світ.
У своїх романах Кретьєн де Труа відмовляється від докладного викладу всього життя героя. Він вибирає з артурівського світу типового героя і яскравий епізод, якому і присвячує роман. Тому в романі завжди один герой (його ім'ям звичайно й названий роман) і один конфлікт, навколо якого і концентрується вся дія. Можна, звичайно, говорити не про одного героя, а про одну любовну пару, але жінки в романах займають все ж таки підлегле місце, хоча часом вони грають дуже значну роль. Сконцентрованість сюжету навколо одного епізоду, у якому діє молодий герой, приводить до того, що Король Артур, уособлення і захисник справжнього лицарства, практично не бере участі в дії. Наскільки герой молодий, активний і здатний до саморозвитку, настільки король нескінченно мудрий, старий і, власне кажучи, статичний.

## Творчість
Кретьєн залишив не тільки п'ять романів, але також зразки лірики, поему «Філомена» і пам'ятник житійної літератури — агіографічну поему (її іноді неточно називають «романом») «Вільгельм Англійський» .
Очевидно юнацьке захоплення Кретьєна Овідієм. Сліди цього захоплення виявляються не тільки в збереженій «Філомені» і в назвах інших, що не дійшли до нас, обробок ряду Овідієвих сюжетів, не тільки в прямому вказуванні на захоплення давньоримським поетом (з цього починається, як відомо, «Кліжес»), а й у виявлених дослідниками ремінісценціях з Овідія в ряді романів.
До нашого часу дійшло кілька куртуазних романів Кретьєна де Труа: «Ерек і Еніда», що оповідає про перемогу кохання над лицарською доблестю, «Кліжес», оброблена відповідно до вимог куртуазного стилю історія Трістана та Ізольди , «Лицар воза, або Ланселот» про кохання Ланселота до королеви Джиневри, «Івейн, або Лицар з левом» про конфлікт любові і лицарської доблесті, «Повість про Грааль, або Персефаль», що об'єднало історію простака Персефаля з містичними мотивами християнських апокрифів. Герой Кретьєнівських романів однотиповий. Він — лицар, але не це головне; він завжди молодий. Молодий Ерек («Ерек і Еніда»), що вперше приїжджає до двору короля Артура; Івейн («Івейн, чи Лицар Лева»), хоча й одержав уже визнання як член артурівського лицарського братерства, теж молодий, і основні авантюри йому ще мають бути; не представляє винятку й Ланселот («Лицар воза, або Ланселот»), його характер теж ще у становленні, у русі, хоча і не перетерпає таких сильних змін, як характери Івейна і Ерека. Магістральний сюжет романів Кретьєна де Труа можна сформулювати так: «…молодий герой-лицар у пошуках моральної гармонії». Такі основні особливості артурівського роману Кретьєна де Труа.
В даний час встановлюється таке датування творів Кретьєна: «Ерек і Еніда» датується приблизно 1170 роком, «Кліжес», також вельми приблизно, — 1176, «Івейн» і «Лицар воза, або Ланселот» — 1176–1181 роками, «Персіваль» — 1181–1191 роками.
Міністеріал незнатного походження, основоположник куртуазного стилю в північно-французькій літературі, Кретьєн де Труа у виборі сюжетів і в описі любовних відносин знаходиться ще на стику двох епох.
Кретьєн де Труа слідом за поетом Васом вводить в куртуазну літературу бретонські мотиви: романи «Ерек», «Івейн», «Ланселот», «Персіваль» розігруються при дворі короля Артура. У той же час у «Ерека» простежуються античний і візантійський впливи, проте «гріховний і ганебний» любовний сюжет про Трістана та Ізольду, який прославляє силу любові, викликає в Кретьєна де Труа протест.
Неоднозначність поглядів Кретьєна де Труа простежується і в його ставленні до жінки. У ранніх романах де Труа піддає своїх героїнь суворим випробуванням, наприклад, в романі «Ерек і Еніда», дружину Ерека Енід за відсутність необхідної дружині смиренності. А в інших піснях Кретьєн де Труа розвиває одне з основних положень нового розуміння любові як куртуазного служіння одруженій дамі, вважаючи його найбільш досконалою і гідною формою пристрасті.
Кретьєн де Труа коливається між старим феодально-церковним і новим світсько-куртуазним світоглядом. У його творчості чітко виявляються риси, що дозволяють зблизити куртуазність з ренесансовим раціоналізмом і уважним ставленням до переживань людини. У своїй творчості Кретьєн де Труа намагається відповідати ідеалу ясної і розумної гармонії, властивому куртуазній поезії. Кретьєн де Труа прагне до чіткості і в композиції своїх романів, і в гнучкому двовірші з восьмискладників, і в майстерній побудові періоду, і в настільки типових для розумового стилю прикрасах — алегоріях і грі слів. Разом з тим довгі міркування про переживання діючих осіб, їх монологи і міркування, що перебивають авантюрну фабулу лірико-дидактичним матеріалом, свідчать про перенесення уваги на психологічні проблеми. Г. Паріс справедливо називає романи Кретьєна де Труа «проблемними романами» (romans a these). Питання про те, чи є легендарний король Артур і лицарі Круглого столу реальними історичними персонажами, чи чарівні воїни лише плід фантазії, хвилював різних учених, які, спираючись на звід легенд про чудесного монарха, пропонували свої версії міфу. Вперше король Артур згадується у валлійській епічній поемі «Y Gododdin», що з'явилася приблизно на початку нашої ери. Тут говориться про «могутнього воїна». Потім він переходить в інші ранні літературні пам'ятники, де Артур постає в образі кельтського полководця, що хоробро боровся проти саксонських завойовників Британії. В історичних хроніках про Артура згадують як про завойовника Західної Європи, після чого образ іде цілком у владу мистецтва. Про короля-лицаря пишуть Томас Мелорі, Альфред Теннісон, створює свою музику Ріхард Вагнер. Завдяки цим і багатьом іншим анонімним авторам образ Артура поступово обростає романтичними рисами, що ховають риси реального монарха. Чарівник Мерлін, чудесний острів Авалон, меч Екскалібур, Святий Грааль немов свідомо ховають дійсного лицаря, не даючи можливість розкрити древню таємницю. 
У Кретьєна були свої учні, і одному з них, Годфруа де Ланьї, він доручив закінчити вже набридлу розповідь про любовні божевілля Ланселота Озерного. Це перший крок до створення «школи», контури якої, втім, ще ледь намічаються.

## Твори
- Ерек і Еніда
- Кліжес
- Лицар воза, або Ланселот
- Івейн, або Лицар з левом
- Повість про Грааль
- Філомена
- Вільгельм Англійський

## Переклади українською
- «Ланселот, або Лицар Воза». — Тернопіль: Навчальна книга — Богдан, 2021. — С. 208. ISBN 978-966-10-6555-9. Переклав Петро Таращук